# Фридрих Вильгельм (князь Нассау-Вейльбурга)
Фридрих Вильгельм Нассау-Вейльбургский (нем. Friedrich Wilhelm von Nassau-Weilburg; 25 октября 1768, Гаага — 9 января 1816, Вайльбург) — князь Нассау-Вейльбурга с 28 ноября 1788 года и до своей смерти. Как ближайший родственник мужского пола, Фридрих Вильгельм мог бы наследовать двоюродному брату Фридриху Августу Нассау-Узингенскому в образованном в 1806 году герцогстве Нассау, вступившем в Рейнский союз.

## Биография
Фридрих Вильгельм — сын Карла Кристиана Нассау-Вейльбургского и его супруги Каролины Оранской. После оккупации близлежащего Майнца французами Фридрих Вильгельм в 1793 году бежал из Кирххаймболанденского дворца, новой княжеской резиденции, возведённой его отцом, в Байрейт. Тем самым дворец перестал функционировать как резиденция, а князья Нассау-Вейльбурга потеряли власть на этих землях. После образования в 1806 году с согласия Наполеона герцогства Нассау Фридрих Вильгельм правил из Бибрихского дворца вместе с двоюродным братом Фридрихом Августом, который был старше его на 30 лет, поскольку уже тогда было очевидно, что Фридрих Августа остался без наследников мужского пола. Предполагалось, что дом Нассау-Узинген вместе с герцогским титулом отойдёт Фридриху Вильгельму как главе Нассау-Вейльбурга.
9 января 1816 года 47-летний Фридрих Вильгельм умер в результате неудачного падения с лестницы в Вейльбургском дворце. Фридрих Август умер несколькими неделями позже, 24 марта 1816 года, герцогом Нассау стал сын Фридриха Вильгельма Вильгельм.

## Потомки
Князь Фридрих Вильгельм женился в год прихода к власти в Нассау-Вейльбурге на принцессе Луизе Сайн-Гахенбургской. У супругов родилось четверо детей.
- Вильгельм Нассауский (1792—1839) — герцог Нассау, женат на Луизе Саксен-Гильдбурггаузенской, затем на Паулине Вюртембергской
- Августа Луиза Вильгельмина Нассау-Вейльбургская (1794—1796)
- Генриетта Александрина Нассау-Вейльбургская (1797—1829), замужем за эрцгерцогом Карлом Тешенским
- Фридрих Вильгельм Нассау-Вейльбургский (1799—1845), женат на Анне фон Вальемаре (1802—1864)